# Andy Sidaris
Andrew „Andy“ Sidaris (* 20. Februar 1931 in Chicago, Illinois; † 7. März 2007 in Beverly Hills, Los Angeles, Kalifornien) war ein US-amerikanischer Regisseur, Filmproduzent, Drehbuchautor und Schauspieler.

## Leben
Sidaris wurde 1931 in Chicago geboren und wuchs in Shreveport, Louisiana auf, wo er die C. E. Byrd High School besuchte. Später studierte er in Dallas an der Southern Methodist University.
1950 begann er seine Karriere beim Fernsehen als Stage Manager beim Fernsehsender WFAA in Dallas. Ab Anfang der 1960er Jahre wandte er sich der Produktion von Sportsendungen zu. 1961 führte er Regie bei der ersten Folge der ABC-Show Wide World of Sports. Er war an der Einführung von Techniken wie dem Instant Replay, dem Slow-Motion Replay und Split Screens bei Sportübertragungen beteiligt und etablierte die sogenannten „Honey Shots“, Nahaufnahmen von Cheerleadern und attraktiven Frauen im Publikum der Sportveranstaltungen. Für ABC produzierte er von 1964 bis 1988 auch die Übertragungen der Olympischen Spiele. Gemeinsam mit sieben weiteren Regisseuren wurde er 1969 für seine Regiearbeit bei der Übertragung der Olympischen Sommerspiele in Mexico mit einem Emmy in der Kategorie Outstanding Achievement in Sports Programming ausgezeichnet.
Ab Anfang der 1970er Jahre wandte er sich der Produktion von Filmen und Fernsehserien zu. So führte er unter anderem Regie bei einer Folge der Fernsehserie Einsatz in Manhattan. Für Robert Altman choreographierte er 1970 die Footballszene im Film MASH.
Bekannt wurde Sidaris jedoch mit seinen trashigen B-Movies, die er sehr kostengünstig und schnell produzierte. Zwischen 1973 und 1998 entstanden insgesamt zwölf Spielfilme, deren Handlung oft eher nebensächlich war und die sich stattdessen auf das Zurschaustellen von großkalibrigen Waffen und attraktiven Darstellerinnen beschränkten. Oft arbeitete Sidaris mit Playmates, zum Beispiel Roberta Vasquez, Dona Speir, Hope Marie Carlton und Cynthia Brimhall, zusammen. Nach dem finanziellen Erfolg mit Malibu-Express im Jahr 1985 produzierte Sidaris bis 1993 sieben weitere Filme als lose Fortsetzungen. Die Serie bezeichnete er später als „Bullets, Bombs and Babes“. Den gleichen Titel gab er seinem 2003 veröffentlichten Buch, in dem er die Entstehung der Filme beschrieb.
Am 7. März 2007 starb Sidaris in Beverly Hills an Kehlkopfkrebs.
Aus der Ehe mit Arlene Sidaris gingen zwei Töchter und der Sohn Christian Drew Sidaris hervor, der ebenfalls als Regisseur und Schauspieler tätig wurde. Arlene Sidaris war an der Produktion aller Filme ihres Mannes beteiligt und betreibt seit seinem Tod die offizielle Andy-Sidaris-Website.

## Filmografie (Auswahl)
Regie
- 1960: The Magic Land of Allakazam (Fernsehserie)
- 1970: Heiße Reifen, schöne Mädchen (The Racing Scene) (Dokumentarfilm)
- 1973: Stacey – Blond, schnell und tödlich! (Stacey)
- 1975: Einsatz in Manhattan (Kojak, Fernsehserie, eine Folge)
- 1977: The Hardy Boys/Nancy Drew Mysteries (Fernsehserie, eine Folge)
- 1979: Seven – Die Super-Profis (Seven)
- 1985: Malibu-Express (Malibu Express)
- 1987: Hard Ticket to Hawaii
- 1988: Die Hawaii Connection (Picasso Trigger)
- 1989: Savage Beach (Savage Beach)
- 1990: Sex Frauen räumen ab (Guns)
- 1991: Girls, Games and Guns (Do or Die)
- 1992: Fit to Kill – Kurven, Krallen und Kanonen (Fit to Kill)
- 1992: Hard Hunted – Heiße Girls eiskalt (Hard Hunted)
- 1993: Enemy Gold (Enemy Gold)
- 1993: Heiße Girls mit Straps und Knarre (Fit to Kill)
- 1996: Power Ladies: Auf Biegen und Brechen (Day of the Warrior)
- 1998: Return to Savage Beach (L.E.T.H.A.L. Ladies: Return to Savage Beach)

Drehbuch
- 1973: Stacey – Blond, schnell und tödlich! (Stacey)
- 1979: Seven – Die Super-Profis (Seven)
- 1985: Malibu-Express (Malibu Express)
- 1987: Hard Ticket to Hawaii
- 1988: Hawaii Connection
- 1989: Heiße Girls und scharfe Schüsse (Savage Beach)
- 1990: Heiße Girls – Lizenz zum Killen (Guns)
- 1991: Heiße Girls auf heißen Reifen (Do or Die)
- 1992: Heiße Girls eiskalt (Hard Hunted)
- 1993: Heiße Girls mit Straps und Knarre (Fit to Kill)
- 1996: Power Ladies – Auf Biegen und Brechen (Day of the Warrior)
- 1998: L.E.T.H.A.L. Ladies: Return to Savage Beach

Schauspieler
- 1976: Zwei Minuten Warnung (Two-Minute Warning)
- 1985: Malibu-Express (Malibu Express)
- 1987: Hard Ticket to Hawaii
- 1988: Hawaii Connection
- 1989: Heiße Girls und scharfe Schüsse (Savage Beach)
- 1991: Heiße Girls auf heißen Reifen (Do or Die)
- 1994: Deadworks – Heiß und tödlich (The Dallas Connection)
- 2000: The Bare Wench Project
- 2001: The Bare Wench Project 2: Scared Topless
- 2002: The Bare Wench Project 3: Nymphs of Mystery Mountain